# Bernard Zabłocki
Bernard Zabłocki (Navahrudak, 1 de janeiro de 1907 — Delta, Colúmbia Britânica, 3 de março de 2002) foi um microbiologista e imunologista polonês.
Foi desde 1950 professor da Universidade de Łódź e desde 1965 membro da Academia de Ciências da Polônia. Dentre suas obras notáveis incluem-se Bakterie i wirusy chorobotwórcze człowieka (1966) e Podstawy współczesnej immunologii (1973).